# カッタマ
カッタマ(Kattama)またはカトメル(Katmer)は、中央アジアで広く食べられる層状の揚げパンである。語源は、恐らくその伝統的な作り方から、「折り畳む」という意味のトルコ語であるkatlamakに由来すると考えられる。トルコでは、カイマク（クロテッドクリーム）を添えてデザートとして食べたり、ガズィアンテプの他の多くの食べ物と同様に、ピスタチオを中に入れたりトッピングしたりする。
トルコ語ではkatmer、アゼルバイジャン語ではqatlama、ブルガリア語ではкатма、モンゴル語ではqator gambirと呼ばれる。